# Cylindromyia sternalis
Cylindromyia sternalis är en tvåvingeart som beskrevs av Henry J. Reinhard 1955. Cylindromyia sternalis ingår i släktet Cylindromyia och familjen parasitflugor. Inga underarter finns listade i Catalogue of Life.